# Acanthaluteres
Acanthaluteres – rodzaj morskich ryb rozdymkokształtnych z rodziny jednorożkowatych.

## Klasyfikacja
Gatunki zaliczane do tego rodzaju:
- Acanthaluteres brownii
- Acanthaluteres spilomelanurus
- Acanthaluteres vittiger